# Ponte della tramvia
Ponte della tramvia (Трамвайний міст) — сучасний міст через річку Арно у Флоренції, призначений для обслуговування трамвайної лінії.

## Загальні відомості
По мосту Ponte della tramvia у Флоренції проходять колії трамвайної лінії Т1. Перетинаючи річку Арно, він з'єднує площу П'яцца Паоло Учелло з парком Кашине.
Міст є складною інженерною спорудою, яка крім забезпечення безпечного руху трамваїв в обидві сторони, також включає дві пішохідні і велосипедні доріжки. 
Міст являє собою двосторонній віадук завдовжки у 124 м, має максимальну ширину 22,8 м. По центру ширина мосту зменшується до 14,7 м.  Ширина центральної частини, яка включає трамвайні колії, сягає 8 метрів.
Міст тримається на двох бетонних колонах.

## Історія будівництва
Міст зводився в комплексі з будівництвом трамвайної лінії Т1. Урочиста закладка першого каменю відбулась 15.12.2004, а у квітні 2009 року перші трамваї почали курсувати через Ponte della tramvia. Лінія Т1 була повністю введена в дію 14.02.2010.

## Галерея

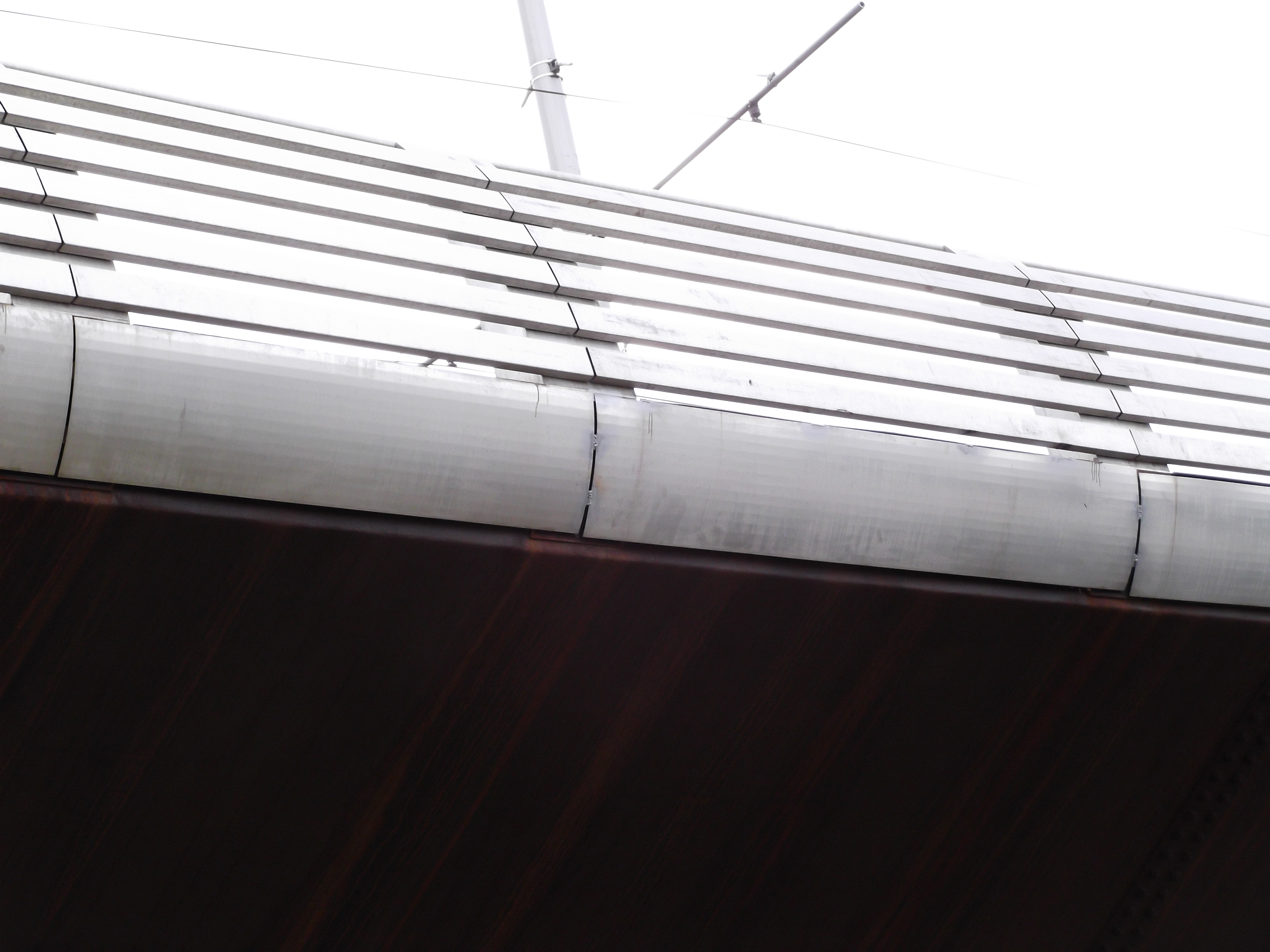
Фрагмент мосту
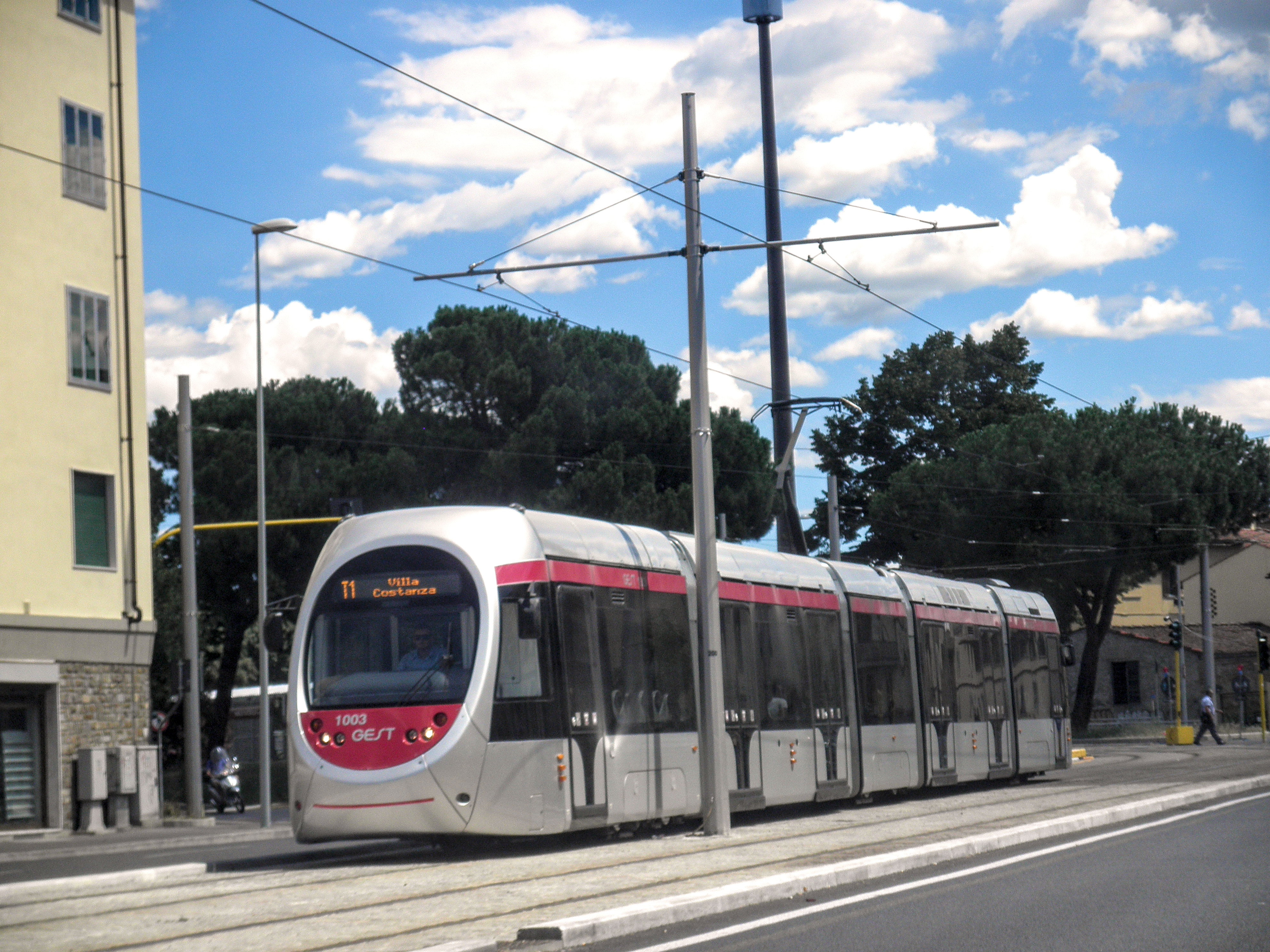
Трамвай Флоренції
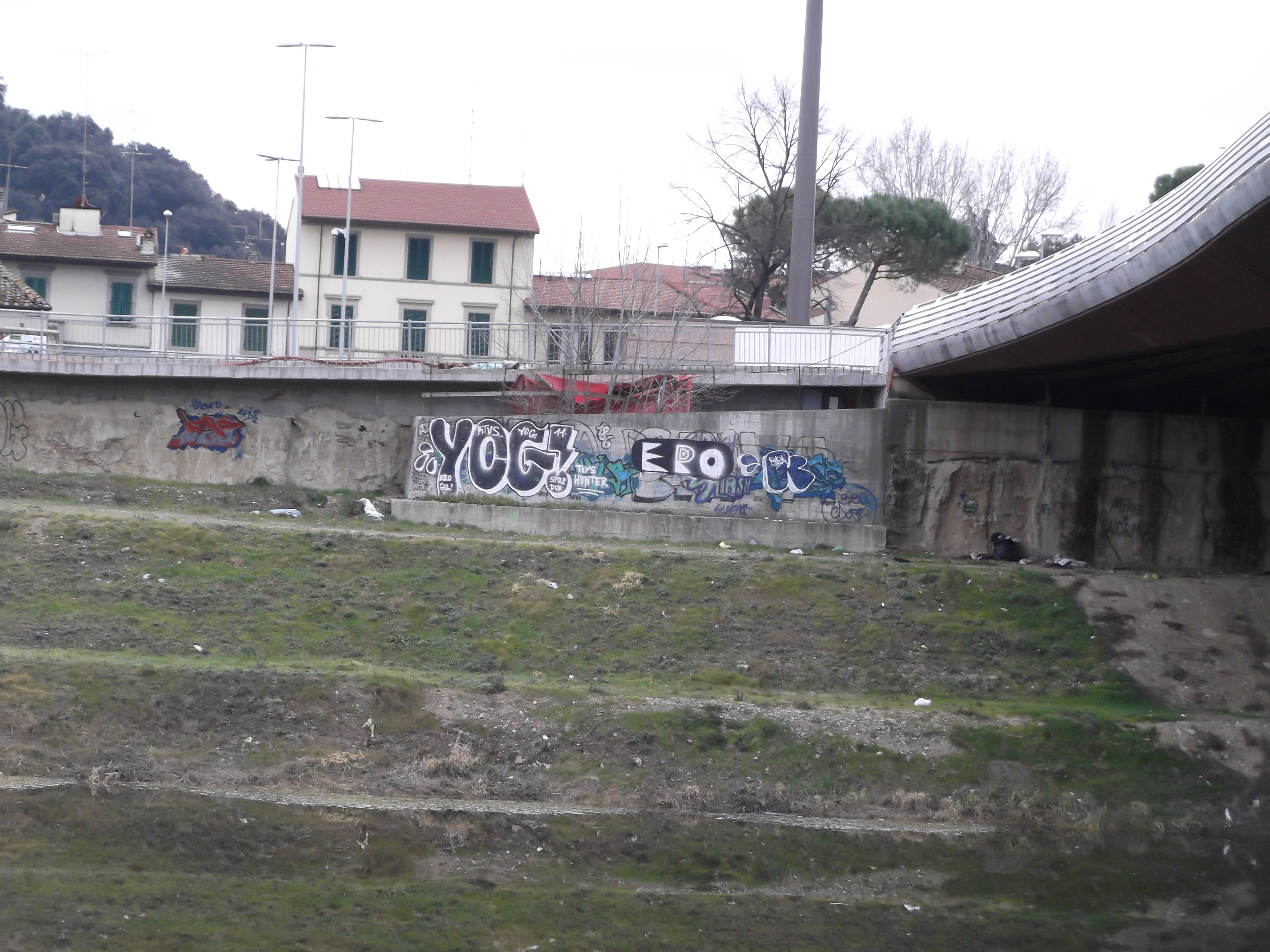
Фрагмент мосту
Схема лінії Т1